# آدواهوو برادرز
آدواهوو برادرز (به انگلیسی: Advahov Brothers) گروه موسیقی اهل مولداوی است. این گروه از دو برادر به نام‌های واسلی آدواهوو و ویتالی آدواهوو تشکیل شده‌است.
آن‌ها به همراه زدوب سی زدوب نماینده مولداوی در یوروویژن ۲۰۲۲ بودند.